# Ngouéngoué
Ngouéngoué est une commune de l'union des Comores située dans l'île de la Grande Comore, dans la Préfecture de Mbadjini-Ouest.
Elle comprend les villes et villages suivants :
- Dembéni
- Mdjakagnoi
- Mboudé ya Mboini
- Mlimani
- Panda
- Mindradou
- Mandzissani
- Tsinimoichongo
- Kandzilé
- Makorani
- Itsoundzou